# Синьял-Оринино
Синья́л-Ори́нино (чув. Çĕньял Оринин) — деревня в Моргаушском районе Чувашской Республики. Входит в состав Орининского сельского поселения.

## География
Находится в северо-западной части Чувашии, на расстоянии приблизительно 6 км на север-северо-восток по прямой от районного центра села Моргауши.

## История
Известна с 1795 года как выселок села Архангельское (Малая Аринина), ныне Оринино с 30 дворами. В 1858 году был учтён 51 двор и 172 жителя, в 1906 — 40 дворов и 189 жителей, в 1926 — 38 дворов и 200 жителей, в 1939—173 жителей, в 1979—143. В 2002 году было 38 дворов, в 2010 — 38 домохозяйств. В 1930 году был образован колхоз «Глиссер», в 2010 действовал СПК «Оринино».

## Население
Постоянное население составляло 116 человек (чуваши 100 %) в 2002 году, 112 в 2010.